# Sœurs de Saint-Joseph-de-l'Apparition
Les Sœurs de Saint-Joseph-de-l'Apparition (latin : Sorores a Sancto Iosepho ab Apparitione) forment une congrégation religieuse enseignante et hospitalière de droit pontifical.
La maison de Gaillac accueille depuis 2021 les jeunes sœurs pour les dernières années de formation avant leurs engagements définitifs. Ce sont une vingtaine de sœurs de tous pays qui sont donc présentes à Gaillac, sur les pas de leur fondatrice : Émilie de Vialar

## Historique
La congrégation est fondée le 25 décembre 1832 à Gaillac par Émilie de Vialar avec trois compagnes. La prise d'habit a lieu le 19 mars 1833 dans l'église Saint-Pierre de Gaillac. Les postulantes, y compris la fondatrice sont au nombre de douze. Le 5 mai 1835, François-Marie-Edouard de Gualy, archevêque d'Albi, bénit la chapelle et le tableau au dessus du tabernacle, qui représente l'archange Gabriel apparaissant à saint Joseph pour lui révéler le mystère de l'Incarnation. Le 16 décembre de la même année, le prélat approuve les constitutions religieuses de l'institut de saint Joseph de l'Apparition. Le 21 décembre suivant, les dix-sept sœurs prononcent leurs vœux religieux entre les mains de François-Marie-Edouard de Gualy. En 1835, la maison-mère est transférée à Marseille, et Eugène de Mazenod approuve les statuts de la congrégation le 6 décembre 1853 ; l'institut reçoit le décret de louange le 6 mai 1842. 

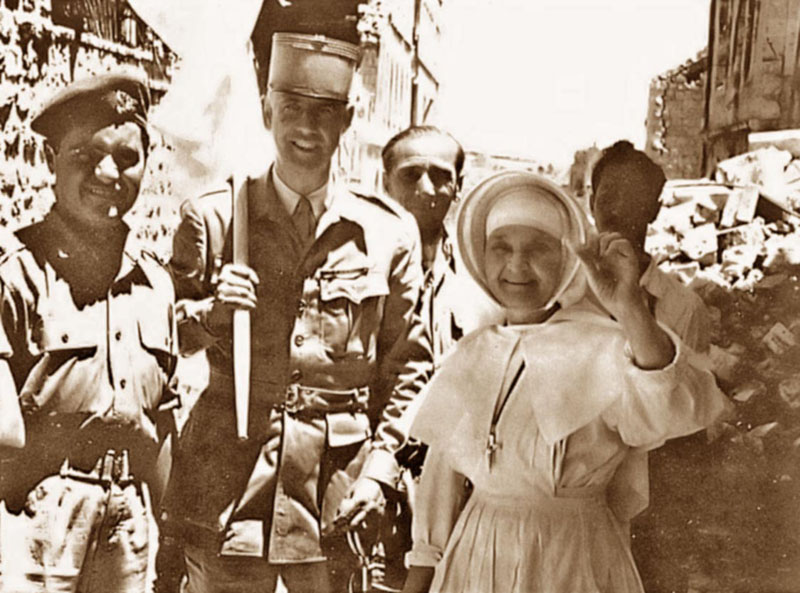
Une sœur à Jérusalem en 1956.

La congrégation connaît une expansion rapide, car au bout de vingt-quatre ans, en 1856, année du décès de sa fondatrice, elle compte déjà quarante-deux maisons. Dès 1835, elle s'implante en Algérie pour soigner la population lors d'une épidémie de choléra, puis en Tunisie (1840) et encore l'Italie, Chypre, Grèce, Liban, Birmanie, Syrie, Arménie, Empire ottoman, Bulgarie...

## Activités et diffusion
Les Sœurs de Saint-Joseph-de-l'Apparition se dédient à différents types d'apostolat en particulier l'enseignement et le soin des malades.
Elles sont présentes en : 
- Europe : Bulgarie, Chypre, France, Grèce, Irlande, Italie, Malte, Royaume-Uni, Roumanie.
- Amérique : Argentine, Guatemala, Haïti, Panama, Pérou.
- Afrique : Mauritanie, Tunisie.
- Asie : Birmanie, Inde, Israël, Jordanie, Liban, Philippines, Thaïlande.
- Océanie : Australie.

La maison-mère est à Paris. 
En 2017, la congrégation comptait 829 sœurs dans 144 maisons.